# Dvoredac
Dvoredac (lat. Diplotaxis),  biljni rod iz porodice krstašica. Pripada mu 35 vrsta raširenih po Europi, Mediteranu, i zapadnoj Aziji, na istok do Himalaja.
Postoje 4 vrste u Hrvatskoj, rigoliki dvoredac, D. erucoides, zidni dvoredac (D. muralis), pitomi dvoredac (D. tenuifolia) i divlji dvoredac (D. viminea).

## Vrste
1. Diplotaxis acris (Forssk.) Boiss.
2. Diplotaxis antoniensis Rustan
3. Diplotaxis assurgens (Delile) Gren. ex Thell.
4. Diplotaxis australis Mart.-Laborde
5. Diplotaxis berthautii Braun-Blanq. & Maire
6. Diplotaxis brochmannii (Rustan) Rivas Mart., Lousã, J.C.Costa & Maria C.Duarte
7. Diplotaxis catholica (L.) DC.
8. Diplotaxis cretacea Kotov
9. Diplotaxis duveyrierana Coss.
10. Diplotaxis erucoides (L.) DC.
11. Diplotaxis glauca (Schmidt) O.E.Schulz
12. Diplotaxis gorgadensis Rustan
13. Diplotaxis gracilis (Webb) O.E.Schulz
14. Diplotaxis griffithii (Hook.f. & Thomson) Boiss.
15. Diplotaxis harra (Forssk.) Boiss.
16. Diplotaxis hirta (Chev.) Rustan & L.Borgen
17. Diplotaxis ibicensis (Pau) Gómez-Campo
18. Diplotaxis ilorcitana (Sennen) Aedo, Mart.-Laborde & J.Muñoz Garm.
19. Diplotaxis kohlaanensis A.G.Mill. & J.A.Nyberg
20. Diplotaxis muralis (L.) DC.
21. Diplotaxis nepalensis H.Hara
22. Diplotaxis ollivieri Maire
23. Diplotaxis pitardiana Maire
24. Diplotaxis saharensis (Coss.) Mart.-Laborde
25. Diplotaxis siettiana Maire
26. Diplotaxis siifolia Kunze
27. Diplotaxis simplex (Viv.) Spreng.
28. Diplotaxis sundingii Rustan
29. Diplotaxis tenuifolia (L.) DC.
30. Diplotaxis tenuisiliqua Delile
31. Diplotaxis varia Rustan
32. Diplotaxis villosa Boulos & Jallad
33. Diplotaxis viminea (L.) DC.
34. Diplotaxis virgata (Cav.) DC.
35. Diplotaxis vogelii (Webb) Cout.
36. Diplotaxis ×schweinfurthii O.E.Schulz
37. Diplotaxis ×tanaitica Schtscherb.
38. Diplotaxis ×wirtgenii Rouy & Foucaud; nom. illeg.

## Sinonimi
- Pendulina Willk.; Linnaea 25: (1852) 2